# ジェネシス (タリスマンのアルバム)
『ジェネシス』（Genesis）は、スウェーデンのヘヴィメタル・バンド、タリスマンが1993年に発表した2作目のスタジオ・アルバム。

## 解説
フレドリック・オーケソンを新ギタリストとして迎えた編成でレコーディングされ、当時は正式ドラマーが不在だったため、ドラム・パートはバンドの中心人物マルセル・ヤコブによるプログラミングとなった。その後、バンドは日本公演の決定に伴い、元トリートのドラマーであるジェイミー・ボーガーを迎え入れた。
スウェーデンでは1993年3月10日付のアルバム・チャートで初登場27位となり、同24日には最高24位を記録した。『CDジャーナル』のミニ・レビューでは「空を舞うようなコーラス、めくるめくメロディ、アルバムを通して聴いても決して飽きさせない曲展開。北欧の血を脈々と感じさせる」と評されている。
2012年に発売されたスウェーデン盤リマスターCDは、日本盤ボーナス・トラックだった「ラン・ウィズ・ザ・パック」に加えて、1990年のデモ音源（ただしギターとドラムスは2012年夏の録音に差し替えられた）が4曲追加され、16曲入りとなった。

## 収録曲
特記なき楽曲はジェフ・スコット・ソートとマルセル・ヤコブの共作。
1. タイム・アフター・タイム - Time After Time – 3:34
2. カミン・ホーム - Comin' Home (Marcel Jacob) – 3:37
3. ミステリアス（ディス・タイム・イッツ・シリアス） - Mysterious (This Time It's Serious) – 3:22
4. イフ・ユー・ウッド・オンリー・ビー・マイ・フレンド - If U Would Only Be My Friend (M. Jacob) – 4:45
5. オール・オア・ナッシン - All or Nothing – 3:46
6. オール・アイ・ウォント - All I Want – 5:31
7. ユー・ダン・ミー・ロング - U Done Me Wrong – 2:37
8. アイル・セット・ユア・ハウス・オン・ファイア - I'll Set Your House on Fire (Leif Sundin, M.Jacob) – 3:28
9. ギヴ・ミー・ア・サイン - Give Me a Sign – 4:53
10. ラヴ・チャイルド - Lovechild – 3:45
11. ロング・ウェイ・トゥ・ゴー - Long Way 2 Go – 5:07

### 日本初回盤ボーナス・トラック
1. ラン・ウィズ・ザ・パック - Run with the Pack (Paul Rodgers) - 4:30

### 2014年再発CD (MICP-11182)
1. カミン・ホーム - Comin' Home (M. Jacob) - 3:38
2. タイム・アフター・タイム - Time After Time - 3:35
3. ミステリアス（ディス・タイム・イッツ・シリアス） - Mysterious (This Time It's Serious) – 3:21
4. イフ・ユー・ウッド・オンリー・ビー・マイ・フレンド - If U Would Only Be My Friend (M. Jacob) - 4:45
5. オール・オア・ナッシン - All or Nothing – 3:46
6. オール・アイ・ウォント - All I Want – 5:31
7. ユー・ダン・ミー・ロング - U Done Me Wrong – 2:37
8. アイル・セット・ユア・ハウス・オン・ファイア - I'll Set Your House on Fire (L. Sundin, M.Jacob) – 3:28
9. ギヴ・ミー・ア・サイン - Give Me a Sign – 4:53
10. ラヴ・チャイルド - Lovechild – 3:45
11. ロング・ウェイ・トゥ・ゴー - Long Way 2 Go – 5:09
12. ラン・ウィズ・ザ・パック - Run with the Pack (P. Rodgers) - 4:30
13. ギヴ・ミー・ア・サイン（デモ） - Give Me a Sign (Demo) – 3:24
14. カミン・ホーム（デモ） - Comin' Home (Demo) (M. Jacob) – 3:48
15. ユー・ダン・ミー・ロング（デモ） - U Done Me Wrong (Demo) – 2:44
16. タイム・アフター・タイム（デモ） - Time After Time (Demo) – 4:10

## 参加ミュージシャン
- ジェフ・スコット・ソート - ボーカル、バッキング・ボーカル
- フレドリック・オーケソン - リードギター、リズムギター
- マルセル・ヤコブ - ベース、リズムギター、ドラム・プログラミング、バッキング・ボーカル

アディショナル・ミュージシャン
- ユリー・グロー - ピアノ(on "All I Want")、バッキング・ボーカル(on "Give Me a Sign", "Long Way 2 Go")
- ジェイク・サミュエルズ - バッキング・ボーカル(on "Comin' Home", "U Done Me Wrong")